# Japelj
Japelj je priimek v Sloveniji, ki ga je po podatkih Statističnega urada Republike Slovenije na dan 1. januarja 2010 uporabljalo 362 oseb.

## Znani nosilci priimka
- Anže Japelj, gozdarski strokovnjak
- Barbara Japelj Pavešić, pedagoginja
- Emil Japelj, karateist
- Igor Japelj (1933—2021), zdravnik ginekolog in porodničar
- Janez Japelj - Lovrenc (1919—2005), partizanski komisar, politik
- Jure Japelj, astrofizik, prof. dr.
- Jurij Japelj (1744—1807), pesnik, jezikoslovec, nabožni pisec in prevajalec
- Majda Božeglav Japelj, umetnostna zgodovinarka, kustosinja, muzealka
- Majda Šlajmer Japelj (1933—2022), medicinska sestra, sociologinja in političarka
- Marko Japelj (*1961), scenograf
- Miha Japelj (*1935), kemik, univ. profesor, izumitelj
- Nejc Japelj (*1985), hokejist
- Peter Japelj, diplomat
- Silva Japelj (1905—1978), baletna plesalka in koreografinja
- Tadej Japelj (*1991), veslač
- Venčeslav Japelj (*1951), novinar